# Abdul Fatawu Issahaku
Abdul Fatawu Issahaku (ur. 8 marca 2004 w Tamale) – ghański piłkarz, grający na pozycji napastnika w angielskim klubie Leicester City oraz w reprezentacji Ghany. Uczestnik Mistrzostw Świata 2022.

## Kariera klubowa
Swoją karierę piłkarską Issahaku rozpoczął w klubie Steadfast FC, w którym w 2019 roku zadebiutował w drugiej lidze ghańskiej. W 2021 roku był wypożyczony do pierwszoligowego Dreams FC. W lutym 2022 przeszedł do Sportingu, w którym grał w drużynach rezerw.
31 sierpnia 2023 roku został wypożyczony do drugoligowego angielskiego zespołu Leicester City do końca sezonu 2023/24. W drużynie Lisów zadebiutował 2 września 2023 roku w meczu z Hull City. Fatawu wszedł w 53. minucie meczu za Yunusa Akgüna. Mecz ten zakończył się przegraną Leicester City 0:1. Gola dla Hull strzelił Liam Delap. Pierwszego gola dla Lisów Abdul strzelił 21 października 2023 roku w meczu ligowym z Swansea City w 63. minucie. Mecz ten zakończył się wynikiem 3:1 na korzyść Leicester City.

## Kariera reprezentacyjna[3]

### Młodzieżowe reprezentacje Ghany
W reprezentacji Ghany U-20 Fatawu zadebiutował 16 lutego 2021 roku w meczu z reprezentacją Tanzanii U-20. W tym samym meczu strzelił swoją pierwsza bramkę w zespole U-20. Mecz ten zakończył się wynikiem 4:0 dla reprezentacji Ghany U-20, a Abdul zagrał 85. minut. W tym samym roku wziął udział w Mistrzostwach Afryki U-20, w których Ghana wygrała cały turniej.
W reprezentacji Ghany U-23 Fatawu zadebiutował w meczu Pucharu Narodów Afryki U-23 25 czerwca 2023 z reprezentacją Konga U-23 grając 90. minut.

### Seniorska reprezentacja Ghany
W seniorskiej reprezentacji Ghany Fatawu zadebiutował 9 października 2021 roku w wygranym 3:1 meczu eliminacji do MŚ 2022 z reprezentacją Zimbabwe, w którym rozegrał 60. minut. Pierwszego gola dla Ghany strzelił 27 września 2022 roku w meczu towarzyskim z reprezentacja Nikaragui. Był to gol na wagę zwycięstwa w tym meczu (1:0).

## Sukcesy

### Leicester City
- Mistrzostwo drugiej ligi angielskiej: 2023/24[7]

#### Reprezentacja Ghany U-20
- Mistrzostwo Afryki U-20: 2021[8]